# Afrika Islam
Africa Islam, właściwie Charles Glenn (ur. w 1967 w Nowym Jorku) – amerykański muzyk hip-hopowy i DJ. W Europie znany głównie z występów w duecie z WestBamem na wielkich festiwalach techno jak Mayday, Soundtropolis. W Polsce także z utworu z polskim duetem didżejskim Kalwi & Remi.
Rozpoczął swą karierę muzyczną w 1977 r. w wieku 10 lat dołączając do grupy Rock Steady Crew. Uznawany za jednego z pionierów kultury hip-hopowej. Parę lat później wyprowadził się do Los Angeles, gdzie rozpoczął współpracę z Ice-T. Wyprodukował cztery albumy, które osiągnęły status złotych, a potem platynowych płyt. Przez dwa lata był gospodarzem audycji Zulu Beats w stacji radiowej Power 106 FM LA. Współpracował z Afriką Bambatą, od którego nauczył się sztuki miksowania utworów. Był on odpowiedzialny za imprezy Zulu Nation w latach 70. 
Afrika Islam znany jest również z tekstów, które napisał dla Soul Sonic Force i jego własnej grupy Funk Machine.  W swojej karierze jako DJ zasłynął ze sztuki miksowania na czterech adapterach jednocześnie. 
Pracował jako DJ i MC dla Rock Steady Crew. Razem z b-boyami w latach 1981–1985 zorganizowali światowe tournée.
W połowie lat dziewięćdziesiątych popularność Afrika Islama w Europie znacznie wzrosła za sprawą własnego crossoverowego brzmienia łączącego elementy muzyki R&B, Hip Hop, Techno i House. Dzięki temu stylowi został zaproszony na imprezę Mayday w 1995 r. W 1997 roku założył firmę z najpopularniejszym DJ-em w Niemczech, Westbamem, której rezultatem był projekt o nazwie Mr. X and Mr. Y, który wyznaczył standardy w sektorze muzyki elektronicznej na następne trzy lata.